# Gungunum
Gungunum  je bil vladar posumerskih mezopotamskih mestnih države Larse, Lagaša in Eriduja, ki je vladal približno od 1932 do 1906 pr. n. št. (dolga kronologija).
Po poreklu je bil Amorit in sin kralja Samiuma ter sodobnik kralja Lipit-Ištarja Isinskega. Leta 1928 pr. n. št. je zavladal tudi v Uru, Sumeru in Akadu. Za vseh 27 let njegove vladavine so znana imena let, iz katerih je razvidno, da je v 3. letu vladavine uničil Bašimi, v 5. Anšan (sodobni Tall-i Malyan v iranski provinci Fars)  in v 19. Malgium. Podpiral je gradnjo templjev in druge projekte.